# Leunspaan
De leunspaan is het onderdeel van een draaibank, waarop het snijgereedschap zijn ondersteuning vindt. Het zit met een verstelbaar voetstuk vastgeklemd op het onderstel en is voorzien van een verticale verschuifbare as, waarop de leunspaan is bevestigd. Op deze manier kan de leunspaan op de goede hoogte en afstand van het te bewerken werkstuk worden afgesteld. De eigenlijke leunspaan bestaat uit een zuiver rechte tamelijk scherpe rand aan de bovenkant met daaronder een iets uitgeholde rand om steun aan de vingers te geven. Door het stuk snijgereedschap stevig tussen duim en wijsvinger te klemmen en de wijsvinger te steunen op de leunspaan en tegelijk het snijgereedschap op de bovenrand van de leunspaan te laten rusten, kan men gecontroleerd aan het werkstuk werken.
Zie ook:
- Draaibank (algemeen)